# Apotomus angusticollis
Apotomus angusticollis es una especie de escarabajo de la familia Carabidae.

## Distribución geográfica
Se distribuye por el Paleártico: las islas Canarias (España) y el norte de África.